# Denemarken van A tot Z

## A
Hans Aabech – 
Kim Aabech – 
Edgar Aabye – 
Jeppe Aakjær – 
Mads Aaquist – 
Koning Abel – 
Elektriciteitscentrale Asnæs – 
Jesper Agergård –
Aksglæde –
Mads Albæk – 
Anja Andersen – 
Camilla Andersen – 
Christian Andersen – 
Erik Bo Andersen – 
Hans Christian Andersen – 
Kim Andersen – 
Peter Marius Andersen – 
Poul Andersen –
Vladimir Andersen - 
Poul Erik Andreasen – 
Peter Ankersen – 
Eva Arndt – 
Frank Arnesen – 
Kasper Asgreen -
AutoC Park Randers –
Elektriciteitscentrale Avedøre

## B
Keld Bak – 
Allan Bak Jensen –
Kristian Bak Nielsen – 
Jan Bartram – 
Lars Bastrup – 
Johan Anton Bech – 
Nicklas Bendtner – 
Klaus Berggreen – 
Martin Bernburg – 
Jens Jørn Bertelsen – 
Paul Berth – 
Openbare en Nationale Bibliotheek van Groenland – 
Morten Bisgaard – 
Peter Bjørnskov –
Ole Bjur – 
Blue Water Arena – 
Mathias Boe – 
Harald Bohr – 
Niels Bohr – 
Tycho Brahe – 
Kim Brodersen – 
Brøndbystadion – 
Morten Bruun – 
Kenneth Brylle –
Andreas Bube – 
Charles Buchwald – 
Tina Bøttzau

## C
Station Carlsberg -
Carlsberg (brouwerij) -
Lily Carlstedt – 
Jacob Carstensen – 
CASA Arena Horsens – 
Bekim Christensen – 
Bent Christensen – 
Christiaan V van Denemarken – 
Christiaan X van Denemarken – 
Anders Christiansen – 
Claus Christiansen – 
Jesper Christiansen – 
Christoffel I – 
Christoffel II – 
Søren Colding – 
Denni Conteh – 
Andreas Cornelius

## D

Locatie van Denemarken

Gravin Danner – Philip de Lange – Deens – Deens ministerie van cultuur – Deense muziek – Den Danske Filmskole – Denemarken – Der er et yndigt land – Dogma 95 – Ludwig Drescher – Anders Due – Björn Dunkerbeck – Deense arbeidsmarktmodel – Riza Durmisi

## E
Christoffer Wilhelm Eckersberg – 
Henrik Eigenbrod – 
Preben Elkjær Larsen – 
Elektriciteitscentrale Esbjerg – 
Elektriciteitscentrale Ensted – 
Erik II – 
Erik III – 
Erik IV – 
Erik V – 
Erik VI

## F
Faeröer – 
Farum Park – 
Ulrik le Fèvre –
Fietsverkeer – 
Marianne Florman – 
Frederiksberg – 
Frederik VII van Denemarken – 
Jan Frederiksen – 
Jakob Friis-Hansen – 
Per Chr. Frost –  
Funen

## G
Niels Gade – 
Peter Gade – 
Gammel Strand –
Johannes Gandil – 
Lars Gerner – 
Gorm de Oude, Koning – 
Thomas Gravesen – 
Michael Gravgaard – 
Groenland – 
Waterkrachtcentrale Gudenåen

## H
Hansen's Konditori & Cafe –
Harald Hansen –
Heino Hansen – 
Kenn Hansen – 
Martin Hansen – 
Sophus Hansen –
Pernille Harder – 
Waterkrachtcentrale Harteværket – 
Lene Hau – 
Jan Heintze – 
Helle Helle – 
FC Helsingør – 
Carsten Hemmingsen – 
René Henriksen – 
Ejnar Hertzsprung –
Hesselø –  
Kasper Hjulmand – 
Jes Høgh – 
Lars Høgh – 
Frank Høj – 
Pierre Højbjerg – 
Houting – 
Steffen Højer – 
Poul-Erik Høyer Larsen

## I
IJsland – 
Indre By –
ISO 3166-2:DK – 
IT Universiteit van Kopenhagen

## J
Arne Jacobsen – 
Jørgen-Frantz Jacobsen – 
Mette Jacobsen – 
Marijana Jankovic –
Grafheuvels van Jelling –
Kerk van Jelling –
Runenstenen van Jelling –
Stenen schip van Jelling –
Annemette Jensen – 
David Jensen – 
Henning Munk Jensen – 
Jørgen Jensen – 
Mike Jensen – 
Niclas Jensen – 
Viggo Jensen – 
Allan Jepsen – 
Benny Johansen – 
Søren W. Johansson – 
Anker Jørgensen – 
Ann-Lou Jørgensen – 
Emil Jørgensen –
Henrik Jørgensen –
Martin Jørgensen –
Asger Jorn – 
Mads Junker – 
Jyske Bank

## K
Waterkrachtcentrale Karlsgårde – 
Kattegat – 
Søren Kierkegaard – 
Wilson Kipketer – 
Peter Kjær – 
Ole Kjær – 
Tonje Kjærgaard – 
Opstand van Klaksvík –
klederdracht – 
Knoet V – 
Martin Knudsen – 
Kongens Enghave –
Kopenhagen –
Lene Køppen – 
Rolf Krake –
Krigen –
Mogens Krogh

## L
Finn Lambek – 
Sebastian Lander – 
Jesper Lange –
Henrik Larsen – 
Claus Bo Larsen – 
John Larsen – 
Jørn West Larsen – 
Nicolai Bo Larsen – 
Søren Larsen –
Brian Laudrup –
Michael Laudrup – 
John Lauridsen – 
Jacob Laursen –
Martin Laursen –
LEGO – 
Lukas Lerager – 
Søren Lerby – 
Lolland – 
Lijst van koningen van Denemarken –
Lijst van wapens van Deense gemeenten – 
Anders Lindegaard –
Tobias Lindholm –
August Lindgren – 
Thomas Lindrup –
Søren Lindsted –
Niels Lodberg –
Kasper Lorentzen – 
Jonas Lössl – 
Peter Løvenkrands –
Luchtmacht –
Michael Lumb –
Emil Lyng –
Slag bij Lund

## M
Gitte Madsen – 
Ole Madsen – 
Ole Kirketerp Madsen – 
Magnuskathedraal – 
Margrethe II van Denemarken – 
Marine –
Camilla Martin – 
Rasmus Marvits – 
MCH Arena – 
Peter Meinert-Nielsen – 
Kristian Middelboe – 
Nils Middelboe – 
Jesper Mikkelsen – 
Tobias Mikkelsen – 
Carsten Mogensen – 
Jan Mølby – 
Peter Møller – 
Miklos Molnar – 
Henrik Mortensen – 
Peter Mikkelsen – 
Richard Møller Nielsen – 
Patrick Mtiliga – 
Susanne Munk Lauritsen

## N
Allan Nielsen – 
Anders Nielsen (1970) – 
Anders Nielsen (1986) – 
Benny Nielsen – 
Carl Nielsen – 
Claus Nielsen – 
Ib Nielsen – 
Ivan Nielsen – 
Jacob Gram Nielsen – 
John Nielsen – 
John Palsgaard Nielsen – 
Kim Milton Nielsen – 
Kent Nielsen – 
Lasse Nielsen – 
Leif Nielsen –
Morten Nielsen – 
Oskar Nielsen-Nørland – 
Per Nielsen – 
Poul "Tist" Nielsen – 
Sophus Nielsen – 
Noordzee – 
Nordic Darts Masters (2021, 2022) -
Nordisk Film – 
Elektriciteitscentrale Nordjylland – 
Nordjyske Arena – 
Morten Nordstrand – 
NRGi Park – 
Hjalte Bo Nørregaard – 
Kristen Nygaard – 
Marc Nygaard –
Slag bij Nyborg

## O
Andreas Odbjerg –
Odense – 
Odense Academisch ziekenhuis – 
Elektriciteitscentrale Odense – 
Anthon Olsen – 
Frank Olsen – 
Jesper Olsen – 
Joachim Olsen – 
Lars Olsen – 
Morten Olsen – 
Ole Olsen (filmmaker) – 
Rikke Olsen – 
Oostzee – 
Jan Erik Østergaard

## P
Lars Paaske – 
Parken – 
Kenneth Pérez – 
Jørgen Bo Petersen – 
Jakob Piil – 
Torben Piechnik –
Frank Pingel – 
Jakob Poulsen – 
Carl Aage Præst

## Q
Qilakitsoq – 
Ole Qvist

## R
Lijst van Deense rampen –
Lene Rantala – 
Bjørn Rasmussen – 
David Rasmussen – 
Jesper Rasmussen – 
Jonas Rasmussen – 
Ole Rasmussen – 
Troels Rasmussen – 
Jonathan Richter – 
Glen Riddersholm – 
Søren Rieks – 
Marc Rieper – 
Bjarne Riis – 
Jacob A. Riis – 
Jens Risager – 
Henrik Risom – 
Ole Rømer – 
Dennis Rommedahl – 
Per Røntved – 
Thomas Rytter

## S
Ebbe Sand – 
Michael Sandstød – 
Saxifraga nathorstii – 
Kasper Schmeichel – 
Peter Schmeichel – 
Bent Schmidt-Hansen – 
Lasse Schöne – 
Ronnie Schwartz – 
Christina Scherwin – 
Sejerø (eiland) –
Michael Silberbauer – 
Allan Simonsen – 
John Sivebæk – 
Brian Skaarup – 
Skagerrak – 
Michael Skelde – 
Jesper Skibby – 
Karina Skibby – 
Sophia Skou – 
Morten Skoubo – 
Søren Skov – 
Ebbe Skovdahl – 
Ruth Smith –
Tom Søndergaard – 
Morten Sonne – 
Sont – 
Dennis Sørensen – 
Frederik Sørensen – 
Jan Sørensen – 
Jesper Sørensen – 
Niels Sørensen – 
Ole Sørensen – 
Thomas Sørensen – 
Knud Stadsgaard – 
Brian Steen Nielsen – 
Jens Steffensen – 
Per Steffensen – 
Bo Storm – 
Strijdkrachten –
Bengt Strömgren –
Thomas Stuer-Lauridsen – 
Kevin Stuhr Ellegaard – 
Elektriciteitscentrale Studstrup – 
Anders Sundstrup – 
Sebastian Svärd – 
Sven III – 
Nicklas Svendsen – 
Sydbank

## T
Anne Dorthe Tanderup – 
Søren Terkelsen – 
Claus Thomsen – 
Helle Thomsen – 
Johnny Thomsen – 
Thomas Thorninger – 
Steen Thychosen – 
Iben Tinning – 
Steen Tinning – 
Ole Tobiasen –
Man van Tollund – 
Jon Dahl Tomasson – 
Lars von Trier

## V
Alex Vargas –
Line Vedel – 
Vejlestadion – 
Waterkrachtcentrale Vestbirk – 
Vesterbro –
Vesterbro/Kongens Enghave –
Mads Vibe-Hastrup – 
Elektriciteitscentrale Viborg – 
Viborgstadion – 
Vikingen – 
Kim Vilfort – 
Linda Villumsen – 
Martin Vingaard – 
Nicolai Vollquartz

## W
Waldemar III – 
Waldemar IV – 
Daniel Wass –
Mathias Wichmann –
Morten Wieghorst –
Vilhelm Wolfhagen –
Jens Jacob Worsaae – 
Rasmus Würtz –

## Z
Allan Zachariasen – 
Zuid-Deense Universiteit